# 片上長閑
片上 長閑（かたがみ のどか 1993年 - ）は、日本の俳人。静岡県伊東市生まれ。

## 経歴
高校卒業後、鉄道会社に勤めるが半年で退職、上京。立教大学文学部史学科卒業後、帰郷。2019年1月より句作を開始。2022年春より、田畑書店『季刊 アンソロジスト』各号に、明治の俳人に就ての短文を連載中。現在、結社等へは所属せず。「恥露離庵（ちろりあん）」という個人サークルを営み、個人的な刊行物を頒布する際に版元となるほか、友人、知人の著作の刊行をサポートしている。

## 著書

### 句集
- 『句集 ちりあくた』恥露離庵 2021年
- 『句集 無用抄』恥露離庵 2022年
- 『句集 すなやま』恥露離庵 2023年
- 『句集 廢毀物』恥露離庵 2024年

### 評論
- 『うしろすがたの記』田畑書店 2024年

### 編著・共著
- 『子規百句（片上長閑・撰）』正岡子規.田畑書店 2022年
- 『露月二百句（片上長閑 撰）』石井露月.田畑書店 2022年
- 『碧梧桐百句（片上長閑・撰）』河東碧梧桐.田畑書店 2023年
- 『東洋城百句（片上長閑・撰）』松根東洋城.田畑書店 2023年
- 『癖三醉百句（片上長閑・撰）』岡本癖三醉.田畑書店 2024年
- 『紅葉百句（片上長閑・撰）』尾崎紅葉.田畑書店 2024年
- 『紅緑百句（片上長閑 撰）』佐藤紅綠.田畑書店 2024年
- 『一碧樓百句（片上長閑 撰）』中塚一碧樓.田畑書店 2024年
- 『六花百句（片上長閑 撰）』喜谷六花.田畑書店 2021年
- 『草城百句（片上長閑 撰）』日野草城.田畑書店 2024年
- 『虛子「五十句集」百句（片上長閑 撰）』高濱虛子.田畑書店 2024年
- 『余子百句（片上長閑 撰）』小杉余子.田畑書店 2024年
- 『『俳句三代集（片上長閑 撰）』別卷百作』田畑書店 2024年